# Primerjalna metoda
V jezikoslovju je primerjalna metoda tehnika za preučevanje razvoja jezikov. To zahteva uporabo dveh ali več jezikov. Primerjalna metoda je nasprotna metodi notranje rekonstrukcije, ki proučuje notranji razvoj nekega jezika skozi čas. Običajno se uporabljata obe metodi skupaj, saj predstavljata močno sredstvo za rekonstrukcijo prazgodovinskih faz jezikov, za zapolnjevanje praznine v zgodovinskih zapisih nekega jezika, za proučevanje razvoja fonoloških, morfoloških in drugih jezikovnih sistemov ter za potrditev ali ovržbo hipotez o razmerjih med jeziki.
Primerjalna metoda je bila postopoma razvita v 19. stoletju. Ključni so bili prispevki danskih učenjakov Rasmusa Raska in Karla Vernerja ter nemškega učenjaka Jakoba Grimma. Prvi jezikoslovec, ki je predstavil rekonstruirane oblike indoevropskega prajezika, je bil August Schleicher v svojem delu Compendium der vergleichenden Grammatik der indogermanischen Sprachen, prvotno objavljenem leta 1861.
V nasprotju s tem, kar se pogosto domneva danes, Schleicher in drugi primerjalni jezikoslovci 19. stoletja niso gledali na primerjalno metodo kot sredstvo za določitev veljavnosti jezikovnih družin, ki so jih proučevali in za katere se je štelo, da so že določene s kompleksno mrežo leksikalnih in morfoloških podobnosti. Značilno je Schleicherjevo pojasnilo, zakaj je naredil takrat radikalen korak in ponudil rekonstruirane oblike:
V dosedanjem delu je bil narejen poskus, po katerem lahko sklepamo, da je indoevropski prajezik izvirni jezik, vzporeden z iz njega izhajajočimi jeziki, ki obstajajo danes. Poleg prednosti, ki jih ponuja takšen načrt, kot je takojšnje seznanjanje študentov s končnimi rezultati preiskave na bolj konkretni ravni, in s tem olajšan vpogled v naravo določenih indoevropskih jezikov, obstaja po mojem mnenju še druga, nič manj pomembna pridobitev, namreč, da pokaže, da ni osnove za predpostavko, da so bili neindijski indoevropski jeziki prevzeti od staroindijskih (iz sanskrta).